# Station Iserlohn
Station Iserlohn is een spoorwegstation in de Duitse plaats Iserlohn. De gebruikelijke benaming luidt sedert 2008 Stadtbahnhof Iserlohn.

## Treindiensten
De Deutsche Bahn en Abellio Rail NRW verzorgen het personenvervoer op dit traject met RE- en RB-treinen.
| Serie | Treinsoort                          | Route | Bijzonderheden                                                                          |
| ----- | ----------------------------------- | --- | --------------------------------------------------------------------------------------- |
| RE 16 | Regional-Express (Abellio Rail NRW) | Essen Hbf – Bochum Hbf – Witten Hbf – Hagen Hbf – Hohenlimburg – Letmathe – [ Iserlohn ] / Werdohl – Kreuztal – Siegen           | Ruhr-Sieg-Express                                                                       |
| RB 53 | Regionalbahn (DB Regio NRW)         | Dortmund Hbf – Dortmund Hörde – Schwerte (Ruhr) – Iserlohn                                                                       | Ardey-Bahn 2x per uur Dortmund-Schwerte, 1x per uur van/naar Iserlohn en in het weekend |
| RB 91 | Regionalbahn (Abellio Rail NRW)     | Hagen Hbf – Hohenlimburg – Letmathe – [ Iserlohn ] / Altena (Westfalen) – Werdohl – Plettenberg – Finnentrop – Kreuztal – Siegen | Ruhr-Sieg-Bahn                                                                          |

Het nabijgelegen station Letmathe is een koppelstation voor de treinseries RE 16 en RB 91, die van daar over de spoorlijn Hagen - Haiger (Duits: Ruhr-Sieg-Strecke ) verder rijden.
Nabij het station bevindt zich het busstation (ZOB) van Iserlohn. Dit wordt aangedaan door streekbussen van en naar onder andere Lüdenscheid, Hemer en Altena (Westfalen). Tevens is het het vertrekpunt voor enige stadsbussen van Iserlohn. Al deze buslijnen rijden op werkdagen tot 20.00 uur ten minste één keer per uur.  Daarnaast vertrekken van dit station enige scholieren- en studentenbusdiensten.
In 2010 verkreeg dit station de titel Wanderbahnhof vanwege zijn ligging aan langeafstandswandelroutes door onder andere het Sauerland. 
In het stationsgebouw is ook een toeristisch voorlichtingsbureau van de stad Iserlohn, alsmede een volkshogeschool gevestigd.